# Uhlyárik Béla
Uhlyárik Béla (írói álneve: Szénégető Béla; Temesvár, 1883. október 10. – Temesvár, 1955. február 10.) temesvári magyar író, színműíró, publicista.

## Életútja
Középiskolai tanulmányait szülővárosában a Piarista Főgimnáziumban, jogi diplomáját a budapesti és a kolozsvári egyetemen szerezte (1908). Tanulmányai végeztével ügyvédjelölt lett Temesváron, majd a város szolgálatába lépett. 1910-től az Első Temesvári Takarékpénztár Rt. jogügyi osztályának alkalmazottja volt nyugdíjazásáig.

## Munkássága
Hivatali elfoglaltsága mellett gazdag irodalmi tevékenységet fejtett ki. Első humoreszkjét 1902-ben a temesvári Délmagyarországi Közlöny közölte. Tárcái, novellái, riportjai, cikkei emellett a Temesvári Naplóban, Temesvári Hírlapban, Temesvári Friss Újságban, Déli Hírlapban, valamint más erdélyi folyóiratokban jelentek meg. Állandó munkatársa, színházi és képzőművészeti kritikusa volt a temesvári színházi és művészeti hetilapoknak (Komédia, Thália). 1918-tól tagja, 1919–22 között titkára, főtitkára, majd alelnöke az Arany János Társaságnak.
Színikritikáit ugyancsak 1902-től közölte a Délmagyarország, Déli Újság, Panoráma, Színházi Újság, Temesvári Hírlap, a temesvári Napló és a Temesvári Színpad.
Összeállításában jelent meg a lugosi Népkisebbségpolitikai és jogi könyvtár anyagmutatója (Lugos, 1937).
Regényeit (A sorompó. 1923; Művészet-szerelem. 1923–24; Kísérlet. 1925; Tilsonia. 1925) folytatásokban közölte a Temesvári Hírlap. Több, hagyatékában kéziratban fennmaradt darabját és jelenetét – Akt, Boldogh Bálint, Nem a pohár teszi, Mi van a becsülettel?, Az egérfogó (ez utóbbi Müller Péter zenéjével) – játszották a temesvári társulatok és a vidéki műkedvelő együttesek. A kölcsönkért feleség c. operettjét (Győry Emil zenéjével, Kozmuth Artúr költő társszerzővel) 1920-ban mutatta be a temesvári Modern Nyári Színház. 1945 után a Szabad Szóban és a Bánsági Magyar Írók Antológiájában (Temesvár, 1946) jelentek meg versei.

## Színdarabjai nyomtatásban
- Az ötkoronás (Tvemesvár, 1917)
- Csengő (Temesvár, 1919)
- A paripa (Temesvár, 1919)
- Emberek (szatíra egy felvonásban, Temesvár, 1920)